# Uncey-le-Franc
Uncey-le-Franc ist eine französische Gemeinde mit 49 Einwohnern (Stand: 1. Januar 2022) im Département Côte-d’Or in der Region Bourgogne-Franche-Comté (vor 2016 Burgund). Sie gehört zum Arrondissement Montbard und zum Gemeindeverband Terres d’Auxois.

## Geografie
Die Gemeinde Uncey-le-Franc liegt in der Landschaft Auxois, etwa 40 Kilometer westlich von Dijon an der Brenne, einem Nebenfluss des Armançon im Einzugsgebiet der Yonne. Das Dorf Uncey-le-Franc befindet sich vier Kilometer unterhalb der Staumauer der Talsperre Grosbois (Barrage de Grosbois). Umgeben wird Uncey-le-Franc von den Nachbargemeinden Saffres im Norden, Avosnes im Nordosten, Marcellois im Osten, Grosbois-en-Montagne im Südosten, Premeaux-Prissey im Westen sowie Nuits-Saint-Georges im Nordwesten.

## Bevölkerungsentwicklung
| Jahr      | 1962 | 1968 | 1975 | 1982 | 1990 | 1999 | 2007 | 2018 |
| Einwohner | 78   | 74   | 61   | 59   | 68   | 54   | 48   | 54   |

In den Jahren 1866 und 1821 wurden mit jeweils 307 Bewohnern die bisher höchsten Einwohnerzahlen ermittelt. Die Zahlen basieren auf den Daten von cassini.ehess und INSEE.

## Sehenswürdigkeiten

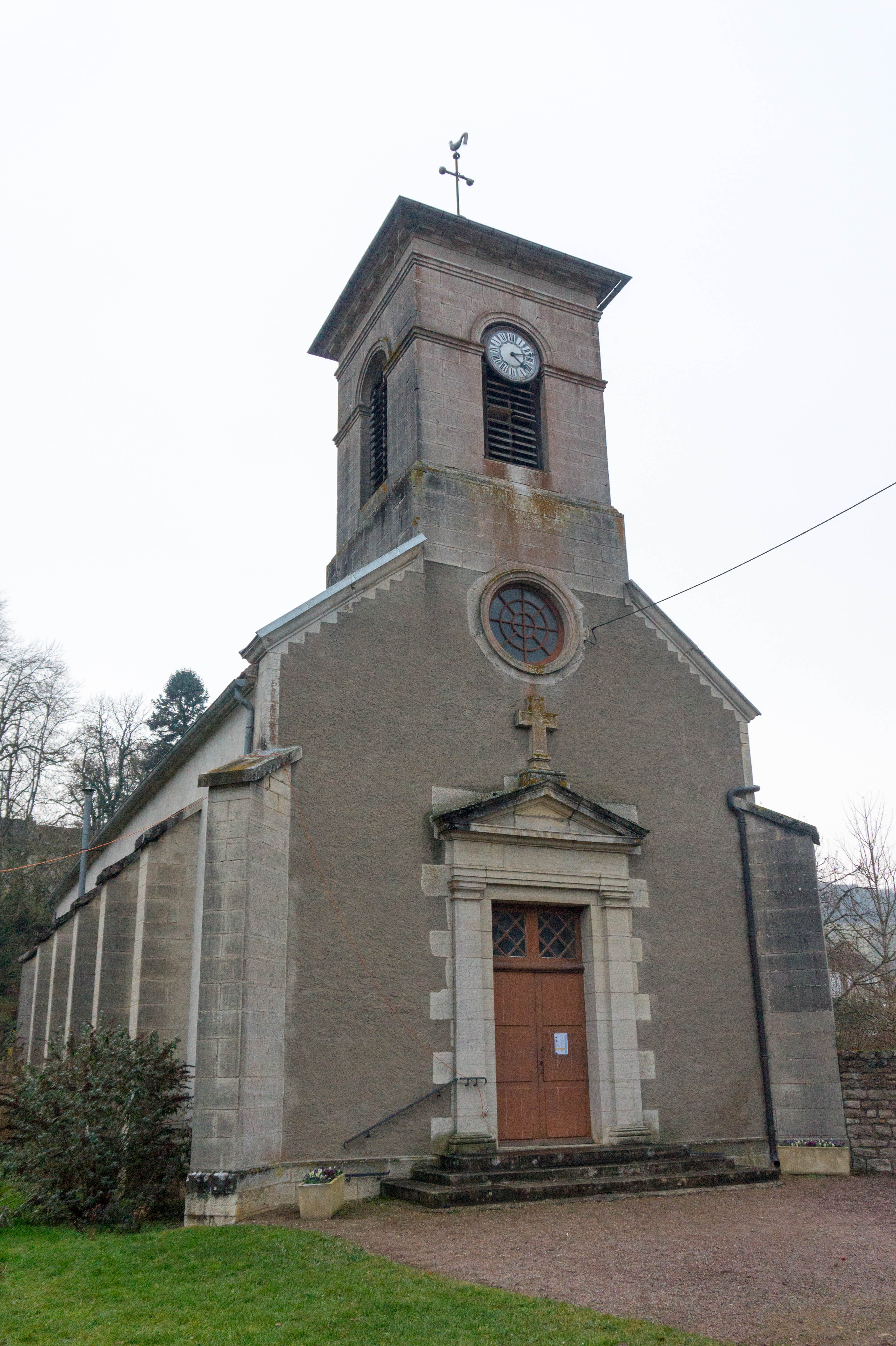
Kirche Saint-Martin
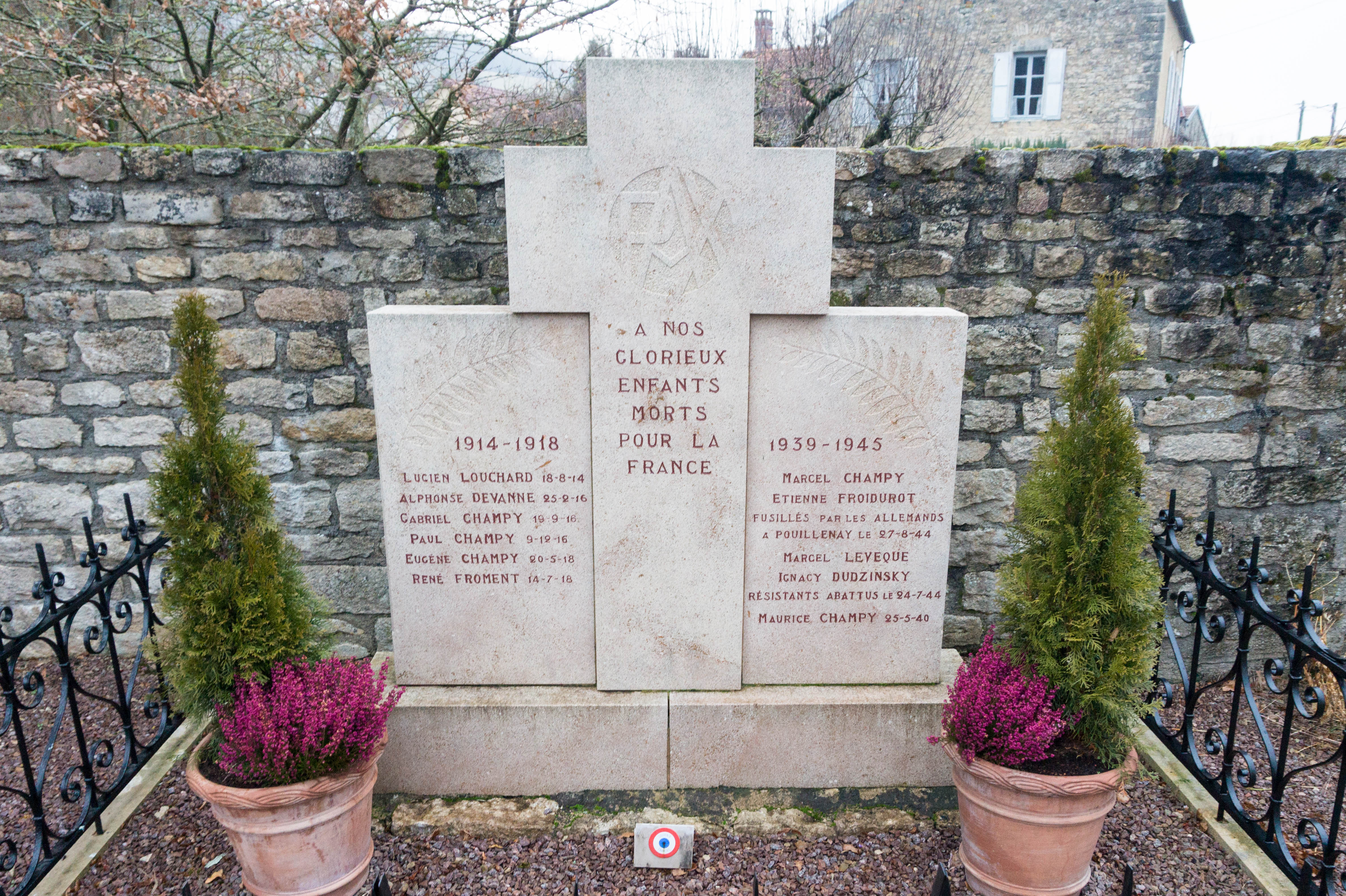
Gefallenendenkmal

- Kirche Saint-Martin
- Gefallenendenkmal

## Wirtschaft und Infrastruktur
In Uncey-le-Franc sind fünf Landwirtschaftsbetriebe ansässig (Getreide- und Gemüseanbau, Rinderzucht). (französisch)
Durch das Gemeindegebiet von Uncey-le-Franc führt die Fernstraße D 905 von Tonnerre zur Autoroute A 38 Richtung Dijon.

## Belege
1. ↑  Uncey-le-Franc auf cassini.ehess
2. ↑  Uncey-le-Franc auf INSEE
3. ↑  Landwirtschaftsbetriebe auf annuaire-mairie